# Trichopilia leucoxantha
Trichopilia leucoxantha är en orkidéart som beskrevs av Louis Otho Otto Williams. Trichopilia leucoxantha ingår i släktet Trichopilia och familjen orkidéer.
Artens utbredningsområde är Panamá. Inga underarter finns listade i Catalogue of Life.